# Charles de Bourcier de Villers
Pour les articles homonymes, voir Bourcier et Famille de Bourcier.
Charles Bourcier de Villers est un homme politique français né le 8 décembre 1798 à Nancy (Meurthe-et-Moselle) et décédé le 12 juin 1874 à Nancy.
Propriétaire terrien, officier de cavalerie, il est député des Vosges de 1852 à 1863, siégeant dans la majorité dynastique soutenant le Second Empire.

## Sources
- « Charles de Bourcier de Villers », dans Adolphe Robert et Gaston Cougny, Dictionnaire des parlementaires français, Edgar Bourloton, 1889-1891 [détail de l’édition]